# Poisson Image Editing
Poisson Image Editingは画像の勾配に関係したポアソン方程式の連立方程式を計算することで違和感のない合成写真を作成する画像処理の手法である。

## アルゴリズム
合成する画像{\displaystyle f}、貼り付ける画像を{\displaystyle g}とし、注目する画素を{\displaystyle p}、{\displaystyle p}の近傍画素を{\displaystyle q}とし、画素の勾配における方程式は、
{\displaystyle \sum (f_{p}-f_{q})=\sum (g_{p}-g_{q})}
上下左右の4近傍の場合は、
{\displaystyle 4f_{p}-\sum _{q\in N}{f_{q}}=4g_{q}-\sum _{q\in N}{g_{q}}}（{\displaystyle N}は上下左右の近傍画素である）
求めたい画素{\displaystyle f_{p}}は貼り付け画像の画素数分だけあり、多元の連立方程式である。
実際にプログラミングを行うにはこの式を変形して、
{\displaystyle f_{p}={\frac {\sum _{q\in N}{f_{q}}+4g_{q}-\sum _{q\in N}{g_{q}}}{4}}}
これをガウス＝ザイデル法などの連立方程式を解くアルゴリズムを用いて合成後の画素値を計算する。
この計算はカラーチャンネルごとに行う。